# Procol's Ninth
Procol's Ninth es el octavo álbum de estudio (el noveno incluyendo Procol Harum Live with the Edmonton Symphony Orchestra) de la banda de rock británica Procol Harum, publicado en septiembre de 1975. Fue producido por los compositores Jerry Leiber y Mike Stoller.

## Lista de canciones
Todas las canciones fueron escritas por Gary Brooker y Keith Reid, excepto donde se indique lo contrario.

### Lado A
1. "Pandora's Box" – 3:39
2. "Fool's Gold" – 3:59
3. "Taking the Time" – 3:39
4. "The Unquiet Zone" – 3:39
5. "The Final Thrust" – 4:41

### Lado B
1. "I Keep Forgettin'" (Leiber, Stoller) – 3:27
2. "Without a Doubt" – 4:30
3. "The Piper's Tune" – 4:26
4. "Typewriter Torment" – 4:29
5. "Eight Days a Week" (John Lennon, Paul McCartney) – 2:55

## Créditos
- Gary Brooker – voz, piano
- Mick Grabham – guitarra
- Chris Copping – órgano
- Alan Cartwright - bajo
- B.J. Wilson – batería
- Keith Reid – letras